# Sâg, Sălaj
Sâg (maghiară Felsőszék) este satul de reședință al comunei cu același nume din județul Sălaj, Transilvania, România.

## Așezare geografică

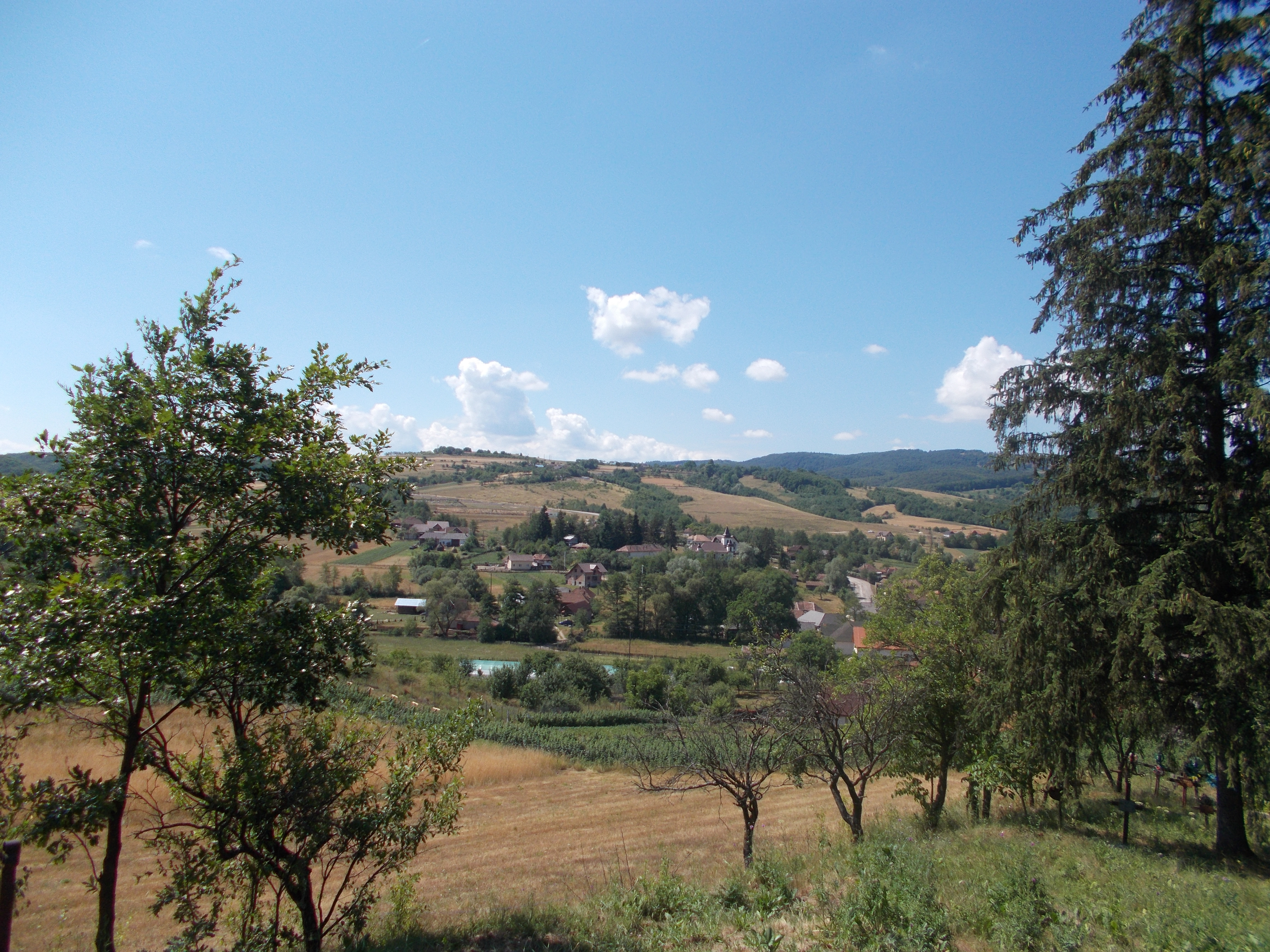
Săg, județul Sălaj

Localitatea Sâg este situată în partea de sud-vest a județului Sălaj, la contactul Munților Plopiș cu Depresiunea Silvaniei, respectiv cu Depresiunea Plopișului. Se învecinează la vest cu Valcăul de Jos, la nord cu Bănișor și Crasna, la est cu Cizer, iar în partea de sud cu Ciucea, județul Cluj, și Borod, județul Bihor. 
Clima este una tipic continental-temperată, cu temperaturi mai joase pe timp de iarnă și veri mai răcoroase decât în restul județului.
Satele care compun comuna sunt: Fizeș, Mal, Sâg, Sârbi și Tusa. După cum se poate observa pe harta cu așezarea satelor în comună, satul Sâg este așezat în partea de nord-vest a comunei, pe drumul care intră dinspre Valcăul de Jos, în centrul satului, urmând să se intersecteze cu drumul ce vine de la Zalău.  
Populația satului Sâg număra la recensământul din anul 2002, 758 locuitori, populația majoritară este de naționalitate română, zona fiind cunoscută și în istoria locurilor ca una cu populație românească. Problemele demografice apar și aici ca la nivel național prin decimarea segmentului de tineri și implicit printr-un procent mai mare de locuitori cu vârste de peste 50 de ani. Reechilibrarea acestei situații prin eventuala creștere a numărului populației tinere este încă greu de prevăzut, mulți tineri fiind plecați la muncă în vestul europei unde își pot asigura un venit mai mare, întoarcerea lor nu este încă motivată de o situație economică care sa le permită să aibă venituri comparabile.

## Istorie
Prima atestare documentară a satului este menționată în anul 1257, sub denumirea de Terra Szek, însă descoperirile arheologice au pus în lumină urmele locuirii pe aceste teritorii cu mult timp înainte, dovada acestei susțineri stând și în tezaurul descoperit pe teritoriul satului, tezaur ce datează din epoca bronzului. 
Zona era cunoscută ca una populată de români, mărturie sunt bisericele vechi ortodoxe încă existente și dovezile rămase în urma celor care din diferite cauze s-au distrus de-a lungul timpului. Zona era una tipic așezărilor ardelenești și a făcut parte din partea de nord-vest a Ardealului perioadei Austro-Ungare. După unirea Ardealului cu România în 1918 făcea parte din județul Sălaj, plasa Crasna și era un singur boier maghiar(Șandor) care ocupa terenuri în sat. În timpul celui de-al doilea război mondial a intrat sub ocupația Ungariei odată cu o mare parte din Ardeal până când a fost eliberată în 1944. După ultimul razboi mondial, la începutul perioadei comuniste după revizuirea zonelor administrative, era integrată administrativ în regiunea Oradea, raionul Șimleul Silvaniei. Perioada comunistă și-a lăsat amprenta prin colectivizarea satelui, iar tot în acest timp s-a pus în continuare bazele centrului administartiv-cultural al comunei în satul Sâg.  

## Economie

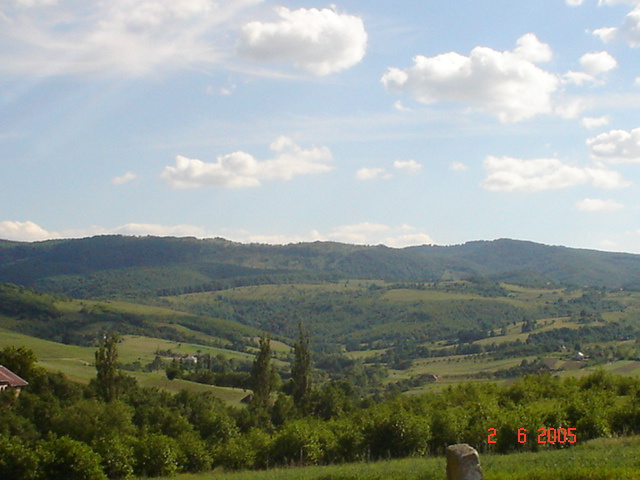
Zonă înpădurită şi cu păşuni largi,ideală pt. unele ramuri ale zootehniei

Satul Sâg are o economie preponderent agricolă unde culturile de cartof și cerealiere sunt predominante, iar creșterea animalelor, în special a bovinelor, este susținută de ponderea mare a pășunilor din totalul terenului agricol de la nivelul comunei. Ramurile importante în gospodăriile individuale sunt zootehnia și pomicultura. 
Datorită condițiilor prielnice oferite de relieful existent aici, ramura de zootehnie este cea care în viitor are cele mai mari șanse de extindere și dezvoltare. Zonele întinse prielnice agriculturii sunt puține fiind și o cauză a faptului că până in anul 1989 localitatea Sâg  a fost colectivizată. Livezile de pomi fructiferi în special pruni și meri sunt des întâlnite, de aici de-a lungul timpului s-a întreținut producția de băuturi spirtoase, în acest caz a pălincii de prune. Pălinca de Zalău, cea mai cunoscută în întreaga țară își trage rețeta din zonele cunoscute ca producători din județ, zona satului Sâg fiind dacă nu cea mai importantă, printre cele cele mai reprezentative la nivelul județului. Comerțul cu alimente și băuturi este dezvoltat la nivelul de strict necesar, iar în centrul satului Sag există o piață de legume-fructe, animale și alte bunuri de consum, care se ține săptămânal în fiecare sâmbată a săptămânii. 

## Turism

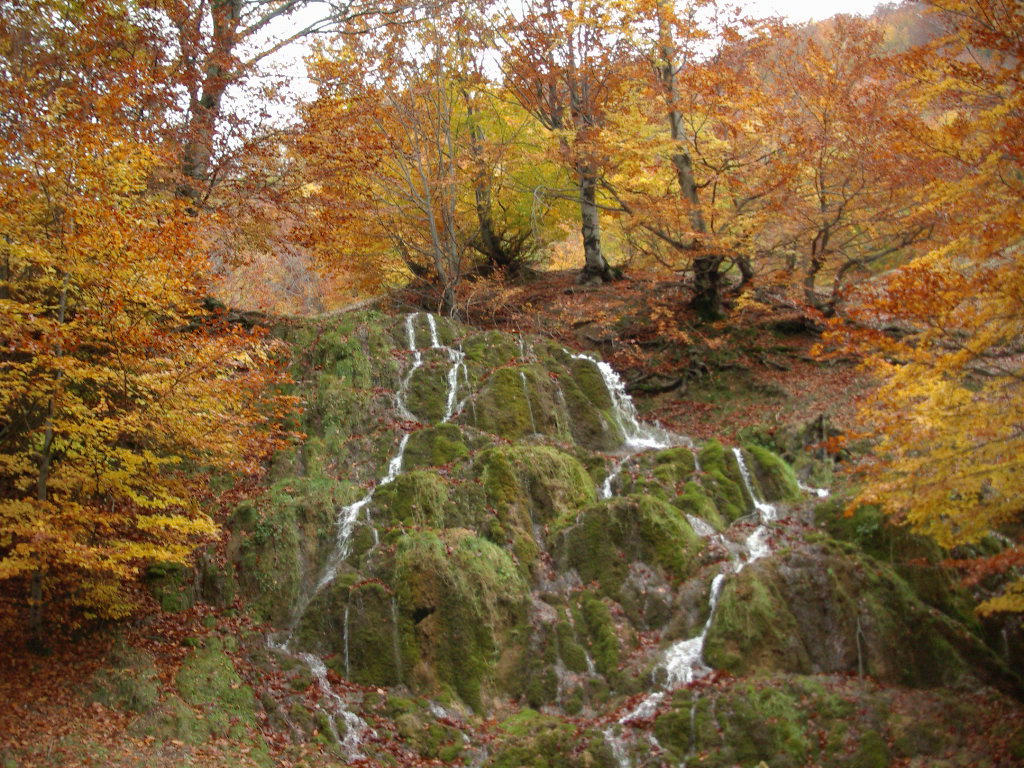
Izvor

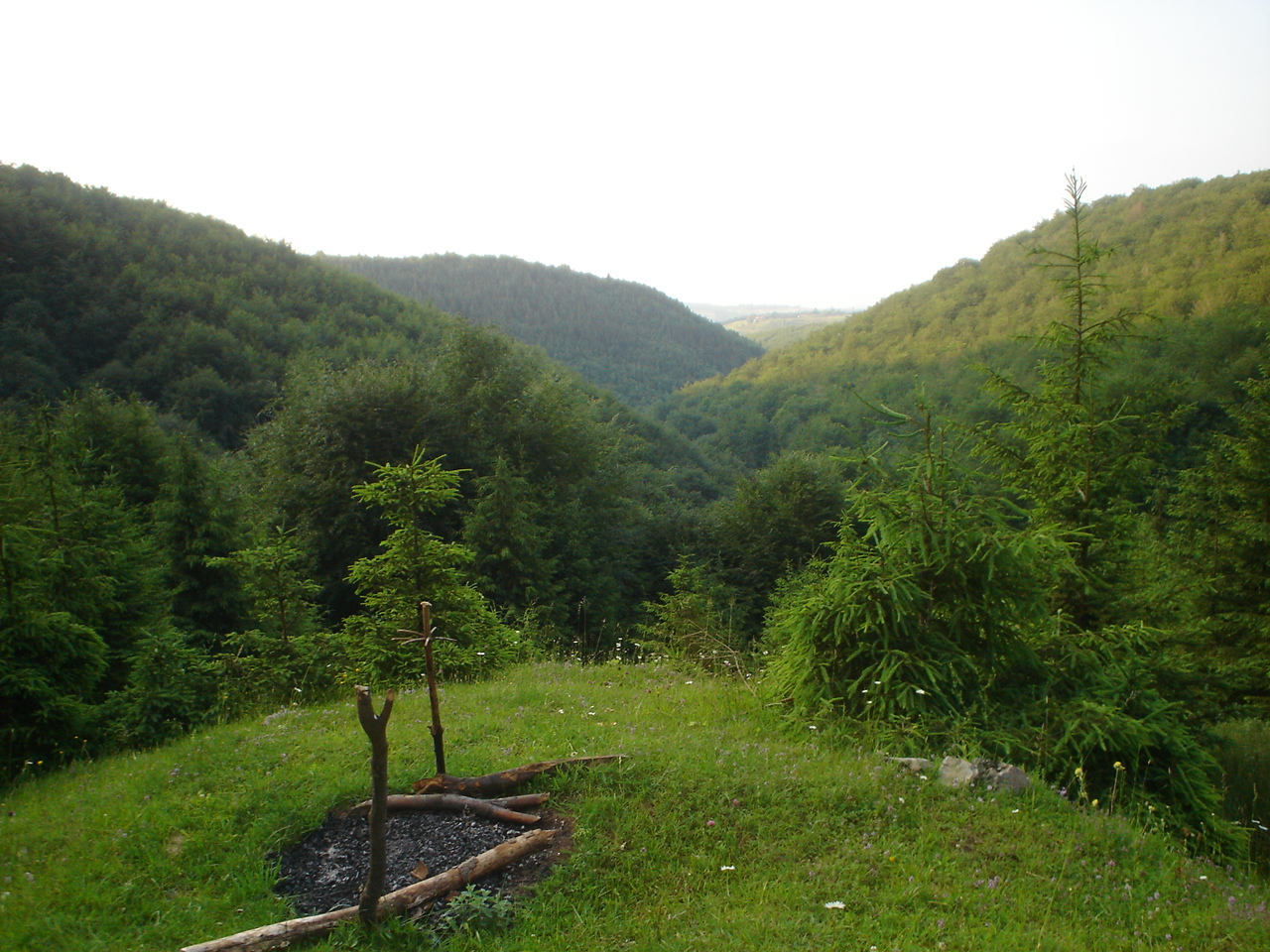
Peisaj

Cu un relief deluros și înpădurit în mare parte, cu pășuni întinse la marginea pădurilor, cu văi străbătute de râuri repezi tipici zonei muntoase, locația satului Sâg este o atracție pentru călătorii și ieșiri în aer liber, beneficiind de priveliști foarte frumoase pe alocuri sălbatice cu păduri în mare parte de stejar,fag, brad, mesteacăn și de un aer curat, practic neafectat de vreun factor poluant. Există o bogată faună cinegetică compusă din mistreți, cerbi carpatini, iepuri, lupi, fazani, vulpi. Turismul organizat, nefiind încă dezvoltat, se află mai mult la stadiul de proiecte. Atracțiile zonei sunt bisericile vechi de lemn din Sârbi și Tusa, Izvoarele Barcăului, Păstrăvăria din Tusa, Pălinca de Prune specifică zonei. Din punct de vedere turistic, peisajele desprinse de pe culmea Plopișului, casele răspândite pe culmi și gospodăriile izolate în bazinul superior al Barcăului, relieful carstic de la Izvoarele Barcăului(unde izvorăște râul Barcău) și împrejurimile ce fac omul să uite noțiunea timpului, toate culminând cu rezervația peisagistică "Tusa - Barcău" dau un aer aparte zonei. Este o zonă recomandată iubitorilor de natură pură, de călătorii și relaxare în aer liber sau pe timp cald a ieșirilor în grup la iarba verde lângă un izvor de apă rece sau amatorilor de pescuit pe râuri de munte. Pentru cei care nu doresc înnoptările în corturi, locurile de cazare se găsesc la Taberele școlare, pensiunile turistice și gospodăriile private.

## Drumuri
Distanța de reședința județului Zalău este de cca. 30 de km, care sunt străbătuți de un drum județean DJ191E (Zalău-Crasna-Sâg). Celălalt drum județean important pentru comună este DJ191D, drumul care leagă comuna Sâg de comuna vecină Ciucea din județul Cluj, drum lung de aproximativ 15 km (impracticabil momentat), care facilitează accesul direct in artera europeană E60, având ca ținte principale: într-o direcție Oradea cca.75 km, mai departe (vama Borș, Ungaria) și în cealaltă direcție Cluj-Napoca cca. 70km. În cealaltă direcție a drumului DJ191E, care duce către o altă comună vecină, Valcăul de Jos, se face mai departe legătura comunei cu Băile Boghiș, Nușfalău (15km) comună traversată de drumul național DN1H cu destinațiile (Zalău - Șimleul Silvaniei - Marghita - Oradea).
Drumul județean DJ191D care duce spre Ciucea va intra în viitorul apropiat într-o renovare capitală urmând a fi reasfaltat, stratul actual de asfalt fiind total distrus, din cauza neîntreținerii lui pe o lungă durată de timp. Drumurile principale din fiecare sat au fost renovate în ultimii ani cu ajutorul unor fonduri obținute de către primărie și se află în prezent într-o stare bună, practicabile în toate anotimpurile, nu mai constituiesc o problemă pentru folosirea mijloacelor de transport.

## Altele
În centrul satului Sâg există un cabinet medical care deservește problemele de urgență și o farmacie. Cel mai apropiat și la îndemână spital este situat la aproximativ 15 km, în Crasna,care funcționează și ca substație a serviciului județean de ambulanță.
La capitolul educație, în satul Sâg funcționează o școală generală cu clasele (1-8),și una profesională de meserii până în clasa a-XI-a. În centrul satului își au sediul Primăria și Consiliul Local al comunei Sâgla fel ca și Secția de Poliție.